# Nicktoons (Europa Centrală și de Est)
Nicktoons este un canal de televiziune digital și prin satelit deținut de Paramount Global, care difuzează filmele și seriale pentru copii cu  vârste cuprinse între 6-12 ani. Acesta este al 2-lea co-canal al Nickelodeon, după Nick Jr. Pe data de 1 aprilie 2019, canalul a fost lansat în România și Ungaria.